# Une zone à défendre
Pour plus de détails, voir Fiche technique et Distribution.
Une zone à défendre est un drame romantique français écrit et réalisé par Romain Cogitore et sorti en 2023. C'est le premier film original français de Disney+,. Il s'agit d'un film inspiré d'une histoire vraie qui s'est déroulée en Angleterre, où des policiers ont passé plusieurs années infiltrés dans des mouvements écologistes dans les années 2000. Le film est présenté en avant-première lors d'une séance spéciale au Festival du film de Cabourg 2023.

## Synopsis
Greg est un officier de la DGSI (Direction générale de la sécurité intérieure), qui est envoyé sous une fausse identité pour infiltrer une ZAD où plusieurs militants écologistes (dit « zadistes ») luttent contre la construction d'un barrage dans une forêt. Il y rencontre Myriam, une militante écologiste, et ils passent la nuit ensemble. Quand Greg retourne 18 mois plus tard, il découvre que Myriam a accouché de Théo, dont il est le père. Déchiré entre son ambition professionnelle et un amour naissant pour Myriam et leur fils, Greg doit faire un choix qui pourrait tout changer.

## Fiche technique
Sauf indication contraire, les informations mentionnées dans cette section peuvent être confirmées par la base de données cinématographiques IMDb,  présente dans la section « Liens externes ».
- Titre original : Une zone à défendre
- Réalisation : Romain Cogitore
- Scénario : Romain Cogitore, Thomas Bidegain et Catherine Paillé
- Musique : Mathieu Lamboley
- Photographie : Julien Hirsch
- Montage : Florent Vassault
- Costumes : Maïra Ramedhan Levi
- Production : Hugo Sélignac, Nicolas Dumont
- Sociétés de production : Chi-Fou-Mi Productions[4]
- Sociétés de distribution : Disney+
- Pays de production : France
- Langue originale : français
- Genre : drame, romance
- Budget : 7,4 million d'euros[5]
- Durée : 103 minutes[6]
- Dates de sortie : 
  - Espagne: 8 juin 2023 (Festival Francia está en pantalla 2023)[7]
  - France : 17 juin 2023 (Festival du film de Cabourg 2023) [8]; 7 juillet 2023 (sortie nationale sur Disney+)[9]
- Classification[10] :
  - France : interdit aux moins de 16 ans

## Distribution
Sauf indication contraire, les informations mentionnées dans cette section peuvent être confirmées par la base de données cinématographiques IMDb,  présente dans la section « Liens externes ».
- François Civil : Greg
- Lyna Khoudri : Myriam
- Nathalie Richard : Séverine
- Bellamine Abdelmalek : Naël
- Arthur Rossano Parvez: Théo
- Hugo Rossano Parvez: Théo
- Anne Alvaro : Chantal
- Chantal Trichet : Suzanne
- Manon Bresch : Fred
- Mona Walravens : Lucia
- Candice Bouchet :	Béné
- Adilé David : Pauline
- Arnaud Churin	: Hubert
- Céline Carrère : Catherine
- Nico Rogner :	Niko
- Oona von Maydell : Jana
- Caroline Gay : Yaël
- Félix Bossuet	: Fissou
- Elliot Daurat : Ewen
- Hadi Rassi : Zap
- Farid Bouzenad : Hakim
- Oscar Copp : Thibaut
- Marie Berto : Directrice DGSI
- Hicham Loubar : Théo 4 ans

## Production

### Genèse et développement
Le 26 février 2016, le réalisateur et scénariste Romain Cogitore annonce le projet (à l'époque intitulé Zad) dans une interview pour le journal Dernières Nouvelles d'Alsace. Le scénario a été co-écrit par Romain Cogitore, Thomas Bidegain et Catherine Paillé, inspiré par un fait réel qui s'est déroulé en Angleterre et a été découvert par la presse britannique en 2011, qui a révélé les missions policières à long terme d'éco-infiltrés, certains d'entre eux ont même eu des enfants avec les activistes avant de disparaître,. En septembre 2014, Scotland Yard avait même dû indemniser à hauteur de 539 000 euros l'une des militantes devenue mère après une fausse idylle de deux ans avec leur employé infiltré, à la suite du procès qu'elle leur avait intenté lors de la révélation de l'affaire.
Le 11 juillet 2022, Disney+ annonce le tournage de son premier film original français, Une zone à défendre, réalisé par Romain Cogitore avec François Civil et Lyna Khoudri dans les rôles principaux. Le film est sorti en 2023 en France et dans le monde sur la plateforme de streaming,. Romain Cogitore avait précédemment dirigé François Civil dans Nos résistances, sorti en 2011. Une zone à défendre est la troisième collaboration entre François Civil et Lyna Khoudri, qui ont travaillé ensemble sur le doublage de Buzz l'Éclair en 2022 et aussi joué ensemble dans le diptyque cinématographique Les Trois Mousquetaires : D'Artagnan et Les Trois Mousquetaires : Milady, sorti en 2023.
Mathieu Lamboley compose la bande originale du film.
Romain Cogitore explique le film dans un communiqué de presse en juillet 2022 :

« Avec « Une zone à défendre », j’ai la volonté d’inscrire des enjeux environnementaux et politiques dans le cadre d'une histoire d'amour, de me placer dans un double genre cinématographique – le film d'infiltration et le mélodrame – pour raconter un moment de notre Histoire contemporaine, que zadistes et collapsologues appellent « l'effondrement du vieux monde ». »

Lors du tournage de Nos résistances en 2009, le premier film ensemble de Romain Cogitore et François Civil, qui avait des jeunes maquisards pour protagonistes, le réalisateur et l'acteur s'interrogent : « qui sont les résistants aujourd'hui ? », et la ZAD leur semble un lieu de la lutte actuelle en France. « Cela correspondait à un moment de ma vie où je commençais à avoir une conscience écologique, et leur combat me touche. J'ai beaucoup d'admiration pour les gens qui s'écartent de la marche irrépressible de notre monde, ceux qui vont à l'encontre le grain, à contre-courant. Cette radicalité, ces sacrifices au service de nobles causes, comme l'égalité, la justice sociale, le respect de l'environnement, ça m'inspire », a déclaré François Civil à Le Figaro TV Magazine. Romain Cogitore voulait retravailler sur un mélodrame après son deuxième film, L'Autre Continent (2018), alors il s'est demandé quel amour impossible pouvait être raconté aujourd’hui. « Un flic inflitré qui tombe amoureux de quelqu’un du camp opposé, ça me semblait être un bon point de départ. La base de l’histoire, c’est l’amour. C’est ça qui m’a amené à découvrir les ZAD », raconte Romain Cogitore à TF1 Info.
Romain Cogitore a longuement enquêté sur les ZAD et a même vécu dans une ZAD avec des militants écologistes afin de rendre le film plus crédible. Le réalisateur s'est plongé dans l'une des plus grandes ZAD de France où il a expliqué son projet aux militants. « Je tenais à être extrêmement fidèle, à ne pas être hors-sol. Je ne suis pas le seul à avoir ce désir de raconter la Zad ou l'investissement de militants mais c'est compliqué dans le système de production. On nous répond que ce n'est pas glamour », a-t-il dit. Romain Cogitore a également demandé à François Civil de lire le livre Undercover: The True Story of Britain's Secret Police sur l'affaire Mark Kennedy pour se préparer pour le film.
Lyna Khoudri a déclaré que ce qui lui avait fait accepter le film était le scénario - c'était la première fois qu'elle lisait quelque chose comme ça et avait accès à cet univers. Elle ne connaissait pas les ZAD avant d'accepter le projet, et lorsqu'elle a rencontré le réalisateur Romain Cogitore, qui a passé beaucoup de temps à la ZAD, elle a été vraiment captivée par ça. François Civil a déclaré qu'il accepte le projet en raison de son histoire avec Romain Cogitore, car ils sont restés proches depuis qu'ils travaillaient ensemble dans Nos résistances, alors quand le réalisateur lui propose le rôle de Greg dans Une zone à défendre, il lui a dit « oui » immédiatement.
Lorsque le magazine Numéro interroge les deux acteurs principaux sur la résonance que le film pourrait avoir, Lyna Khoudri a répondu: « Avec ce film, c’est la première fois qu’on rentre vraiment dans une ZAD… J’espère juste qu’on n'a trahi personne, car il y a forcément une responsabilité qui vient avec le fait que l’histoire puisse résonner avec l’actualité. Mais c’est difficile d’anticiper l’impact que le film pourrait avoir. » Et François Civil a ajouté : « Oui, c’est vrai que l’impact est très dur à mesurer mais l’origine du projet, et ce qui nous a convaincus nous, c’est ça : essayer de montrer une ZAD, de manière plus réaliste que les représentations parodiques, cliché ou que l’on peut voir sur les chaînes d’informations qui nous rabâchent un peu les mêmes scènes d’émeutes. On a vraiment essayé de rendre hommage à ces personnes qui sacrifient une partie de leur confort pour leurs idéaux et leur engagement. Comme l’a dit Lyna, on a eu de la chance d’avoir Romain qui a beaucoup enquêté sur les ZAD et qui nous a nourris de tout ça. »

### Tournage
Le tournage débute le 13 juin 2022 et se termine le 12 août 2022,. Il se déroule à Paris, dans l'Essonne, à Marseille, en Normandie et à Melun,.
Près de 200 figurants ont été utilisés dans le film, et près des deux tiers de ces figurants étaient de vrais zadistes. Il n'était pas possible de tourner sur une vraie ZAD pour des raisons de confidentialité, mais aussi d’un point de vue écologique. La décoratrice Pascale Consigny et le chef constructeur Gérard David ont recréé une ZAD entière à partir des photos amenées par le réalisateur Romain Cogitore, qui avait passé beaucoup de temps sur la ZAD de Notre-Dame-des-Landes.

### Promotion
Disney France dévoile la première image du film avec François Civil et Lyna Khoudri le 12 novembre 2022. Le 29 janvier 2023, Disney France dévoile une nouvelle image de François Civil sur le tournage du film. Une nouvelle image du film avec François Civil et Lyna Khoudri a été dévoilée le 5 mai 2023. Trois nouvelles images du film ont été dévoilées par Disney le 12 mai 2023 avec l'annonce de la date de sortie.
La première affiche du film a été dévoilée par Disney+ le 6 juin 2023. La bande-annonce officielle a été dévoilée le 17 juin 2023.

### Musique
La musique du film, composée par Mathieu Lamboley, est sortie par Hollywood Records le 28 juillet 2023. Lamboley a utilisé un mélange de Batucada brésilienne et de Viole de gambe. Mathieu Lamboley a déclaré à propos de la musique du film :
« J’ai imaginé cette bande originale comme un entrechoc de sonorités du nouveau et de l’ancien monde. Une musique hybride, avec des percussions brésiliennes qui mettent en relief le sentiment de groupe, de collectif, et de la viole de gambe qui évoque les siècles passés et le style baroque. »
Dans le film, les zadistes chantent une chanson de résistance, Lundi tu démolis, écrite par le réalisateur Romain Cogitore, qui a également écrit les paroles de la chanson présentée au générique de fin, Wood Chains, dont la musique est écrit par Mathieu Lamboley et interprété par Nathan Symes.

#### Bande originale
Toute la musique est composée par Mathieu Lamboley.
| Une zone à défendre (Bande originale du film) | Une zone à défendre (Bande originale du film)     | Une zone à défendre (Bande originale du film) | Une zone à défendre (Bande originale du film) | Une zone à défendre (Bande originale du film) | Une zone à défendre (Bande originale du film) | Une zone à défendre (Bande originale du film) | Une zone à défendre (Bande originale du film) | Une zone à défendre (Bande originale du film) | Une zone à défendre (Bande originale du film) |
| No                                            | Titre                                             | Interprète                                    | Durée                                         |                                               |                                               |                                               |                                               |                                               |                                               |
| --------------------------------------------- | ------------------------------------------------- | --------------------------------------------- | --------------------------------------------- | --------------------------------------------- | --------------------------------------------- | --------------------------------------------- | --------------------------------------------- | --------------------------------------------- | --------------------------------------------- |
| 1.                                            | Arrive                                            |                                               | 1:56                                          |                                               |                                               |                                               |                                               |                                               |                                               |
| 2.                                            | Fight                                             |                                               | 1:48                                          |                                               |                                               |                                               |                                               |                                               |                                               |
| 3.                                            | Now Rest                                          |                                               | 2:29                                          |                                               |                                               |                                               |                                               |                                               |                                               |
| 4.                                            | Under the Cover                                   |                                               | 2:46                                          |                                               |                                               |                                               |                                               |                                               |                                               |
| 5.                                            | For the Cabines                                   |                                               | 2:48                                          |                                               |                                               |                                               |                                               |                                               |                                               |
| 6.                                            | There Is Hope                                     |                                               | 1:30                                          |                                               |                                               |                                               |                                               |                                               |                                               |
| 7.                                            | When the World Collapse                           |                                               | 2:19                                          |                                               |                                               |                                               |                                               |                                               |                                               |
| 8.                                            | Sabotage Is a Way                                 |                                               | 2:27                                          |                                               |                                               |                                               |                                               |                                               |                                               |
| 9.                                            | Gigue De Rio                                      |                                               | 2:13                                          |                                               |                                               |                                               |                                               |                                               |                                               |
| 10.                                           | Wind and Leaves                                   |                                               | 0:54                                          |                                               |                                               |                                               |                                               |                                               |                                               |
| 11.                                           | Whirl of Doubts                                   |                                               | 3:47                                          |                                               |                                               |                                               |                                               |                                               |                                               |
| 12.                                           | Mother's Heart Cracking                           |                                               | 1:48                                          |                                               |                                               |                                               |                                               |                                               |                                               |
| 13.                                           | Run for Cover                                     |                                               | 3:06                                          |                                               |                                               |                                               |                                               |                                               |                                               |
| 14.                                           | Milonga                                           |                                               | 2:55                                          |                                               |                                               |                                               |                                               |                                               |                                               |
| 15.                                           | A Baby Sleeps                                     |                                               | 1:16                                          |                                               |                                               |                                               |                                               |                                               |                                               |
| 16.                                           | Tears Roll In                                     |                                               | 2:53                                          |                                               |                                               |                                               |                                               |                                               |                                               |
| 17.                                           | Wood Chains (paroles écrites par Romain Cogitore) | Nathan Symes                                  | 3:15                                          |                                               |                                               |                                               |                                               |                                               |                                               |
| 40:20                                         |                                                   |                                               |                                               |                                               |                                               |                                               |                                               |                                               |                                               |

## Accueil

### Audience en streaming
Selon l'agrégateur de streaming JustWatch, Une zone à défendre a été le 5e film le plus regardé sur toutes les plateformes de streaming en France lors du week-end du 8-9 juillet 2023.

### Accueil critique
En France, le site Allociné propose une moyenne de 3,3⁄5, après avoir recensé 8 critiques de presse.
Sandrine Bajos de Le Parisien a attribué au film 4 étoiles sur 5 et a écrit : « Derrière ce qui pourrait ressembler à un gentil mélodrame, Romain Cogitore signe un film important et utile sur l’engagement, la planète qui se meurt et les zadistes, ces militants qui font régulièrement la une de l’actualité. Porté par un très bon duo d’acteurs, ce film est une très belle surprise. »
Yoann Jenan de Télé-Loisirs a attribué au film 4 étoiles sur 5 et a déclaré : « De ce film hybride naît une histoire qui tient la route de bout en bout. »
Charles Martin de Première a attribué au film 3 étoiles sur 5, déclarant : « Romain Cogitore a passé du temps dans une véritable ZAD, pour rapporter au mieux la vie dans ces bivouacs hors du temps, hors de la République. Même si sa vision est parfois trop angélique sur le fond, l'exploration de cette communauté, rare à l'écran, est édifiante. »
Laurent Djian de Télé 7 jours a attribué au film 3 étoiles sur 5, le qualifiant de « Une fiction sans temps morts, qui navigue intelligemment entre le thriller et le drame romantique. »
Augustin Pietron-Locatelli de Télérama a attribué au film 3 étoiles sur 5, déclarant : « Loin de la comédie franchouillarde “de société” que l’on pouvait craindre, la première production française de Disney + est un mélodrame plus intéressé par la romance que par la politique. »
Fabrice Leclerc a écrit pour Paris Match : « Porté par une mise en scène élégante, osant les plans-séquences, "Une zone à défendre" est un bel objet de cinéma et confirme, s’il en était encore besoin, le talent de François Civil, qui porte de bout en bout ce film bien pensé. »
Le Parisien a classé Une zone à défendre au quatrième rang de sa liste des « top 10 des films de 2023 » sortis sur les plateformes de streaming.

## Distinctions

### Récompenses
- 2016 : Lauréat du Torino Film Lab dans la catégorie « Script & Pitch »[25]

### Nominations et sélections
- Fondation Gan pour le cinéma 2016 : scénario dans la catégorie « La Sélection »[39]
- Festival Francia está en pantalla (Madrid) 2023 : avant-première[7],[40]
- Festival du film de Cabourg 2023 : avant-première, séance spéciale[6]
- Prix des Auditeurs France Musique - Sacem 2023 : nommé pour le prix de la meilleure musique originale de film pour Mathieu Lamboley[41].